# Do The Live
『Do The Live』（ドゥ・ザ・ライヴ）は、日本のロックバンド・Do As Infinityが2003年3月12日にavex traxから発売した1枚目のライブアルバムである。

## 内容
前作『TRUE SONG』から約3ヶ月ぶり、初のライブアルバム。また、初の2枚組アルバムでもある。
2002年12月3日から12月31日に全国のライブハウスで敢行された、ライブツアー『Do As Infinity greatest year '02 〜ALL STANDING〜』から最終日の東京・Zepp Tokyo公演が収録されている。なお、当公演は翌日を跨ぐカウントダウンライブでもあり、Disc 1が2002年、Disc 2が2003年となっている。

## 収録曲

### Disc 1（20021231）
本編
1. SUMMER DAYS [4:19]
2. under the sun [4:02]
3. nice & easy [4:23]
4. Desire [4:30]
5. 陽のあたる坂道 [4:22]
6. Good for you [3:44]
7. Heart [4:21]
8. MC [0:33]
9. 真実の詩 [3:54]
10. Yesterday & Today [5:13]
11. We are. [5:16]

### Disc 2（20030101）
本編
1. MC [0:46]
2. Grateful Journey [4:26]
3. 遠くまで [3:45]
4. 冒険者たち [4:38]
5. 135 [4:13]
6. One or Eight [5:14]

アンコール
1. あいのうた [4:06]
2. MC [0:43]
3. 徒然なるままに [4:05]
4. Week! [5:08]

## 参加ミュージシャン
Do As Infinity
- 伴都美子：Vocal
- 大渡亮：Guitar

GREAT TOUR BAND
- 高瀬順：Keyboards
- 松本淳：Drums
- 島本道太郎：Bass
- 林部直樹：Guitar
- 浜野和子：Chorus